# Vienville
Vienville és un municipi francès, situat al departament dels Vosges i a la regió del Gran Est. L'any 2007 tenia 119 habitants.

## Demografia

### Població
El 2007 la població de fet de Vienville era de 119 persones. Hi havia 48 famílies, de les quals 12 eren unipersonals (4 homes vivint sols i 8 dones vivint soles), 24 parelles sense fills, 8 parelles amb fills i 4 famílies monoparentals amb fills.
La població ha evolucionat segons el següent gràfic:
Habitants censats

### Habitatges
El 2007 hi havia 78 habitatges, 50 eren l'habitatge principal de la família i 28 eren segones residències. 69 eren cases i 9 eren apartaments. Dels 50 habitatges principals, 46 estaven ocupats pels seus propietaris i 4 estaven llogats i ocupats pels llogaters; 4 tenien tres cambres, 10 en tenien quatre i 36 en tenien cinc o més. 40 habitatges disposaven pel capbaix d'una plaça de pàrquing. A 18 habitatges hi havia un automòbil i a 25 n'hi havia dos o més.

### Piràmide de població
La piràmide de població per edats i sexe el 2009 era:
| Homes | Edats   | Dones |
| ----- | ------- | ----- |
| 0     | 95 o +  | 0     |
| 0     | 90 a 94 | 0     |
| 0     | 85 a 89 | 0     |
| 0     | 80 a 84 | 0     |
| 0     | 75 a 79 | 4     |
| 0     | 70 a 74 | 4     |
| 0     | 65 a 69 | 8     |
| 8     | 60 a 64 | 4     |
| 8     | 55 a 59 | 0     |
| 4     | 50 a 54 | 16    |
| 8     | 45 a 49 | 4     |
| 4     | 40 a 44 | 0     |
| 0     | 35 a 39 | 4     |
| 4     | 30 a 34 | 0     |
| 8     | 25 a 29 | 0     |
| 0     | 20 a 24 | 4     |
| 4     | 15 a 19 | 0     |
| 4     | 10 a 14 | 4     |
| 0     | 5 a 9   | 4     |
| 0     | 0 a 4   | 4     |

## Economia
El 2007 la població en edat de treballar era de 74 persones, 52 eren actives i 22 eren inactives. De les 52 persones actives 51 estaven ocupades (26 homes i 25 dones) i 1 aturada (1 dona i 1 dona). De les 22 persones inactives 7 estaven jubilades, 6 estaven estudiant i 9 estaven classificades com a «altres inactius».

### Ingressos
El 2009 a Vienville hi havia 54 unitats fiscals que integraven 131 persones, la mediana anual d'ingressos fiscals per persona era de 16.294 €.

### Activitats econòmiques
Dels 2 establiments que hi havia el 2007, 1 era d'una empresa de construcció i 1 d'una empresa immobiliària.
L'únic servei als particulars que hi havia el 2009 era un guixaire pintor.
L'any 2000 a Vienville hi havia 8 explotacions agrícoles que ocupaven un total de 196 hectàrees.

## Poblacions més properes
El següent diagrama mostra les poblacions més properes.